# Санту-Антониу-ду-Грама
Санту-Антониу-ду-Грама (порт. Santo Antônio do Grama) — муниципалитет в Бразилии, входит в штат Минас-Жерайс. Составная часть мезорегиона Зона-да-Мата. Входит в экономико-статистический микрорегион Понти-Нова. 
Население муниципалитета составляло 4085 человек (согласно переписи 2010 года). Плотность населения – 31,37 чел./км² Расчётное население, на 2021 год, составляет 3861 человек. Занимает площадь 130,213 км² (на 2021 год).

## История
Город основан в 1953 году.